# 중소수 감소수
중소수 감소수(Deuterium-depleted water, DDW)는 지구의 해수면에서 자연적으로 발생하는 것보다 중수소 농도가 낮은 물이다.
중수소 감소수는 때때로 경수(light water)로 알려져 있지만 경수는 오랫동안 일반 물, 특히 경수로에서 언급되었다.

## 화학
| 물 동위원소 | 분자 질량   | 내용물, g/kg  | 내용물, g/kg  |
| ----------- | ----------- | ------------- | ------------- |
|             |             | VSMOW         | SLAP          |
| 1H216O      | 18.01056470 | 997.032536356 | 997.317982662 |
| 1H2H16O     | 19.01684144 | 0.328000097   | 0.187668379   |
| 2H216O      | 20.02311819 | 0.000026900   | 0.000008804   |
| 1H217O      | 19.01478127 | 0.411509070   | 0.388988825   |
| 1H2H17O     | 20.02105801 | 0.000134998   | 0.000072993   |
| 2H217O      | 21.02733476 | 0.000000011   | 0.000000003   |
| 1H218O      | 20.01481037 | 2.227063738   | 2.104884332   |
| 1H2H18O     | 21.02108711 | 0.000728769   | 0.000393984   |
| 2H218O      | 22.02736386 | 0.000000059   | 0.000000018   |

위의 표에 따르면 자연수에서 무거운 동위원소의 중량 농도는 2.97g/kg에 달할 수 있으며, 이는 대부분 1H218O, 즉 가벼운 수소와 무거운 산소가 포함된 물 때문이다. 또한 물 1리터당 약 300밀리그램의 중수소 함유 동위원소가 있다. 이것은 예를 들어 미네랄 염의 함량과 비교할 수 있는 중요한 값을 나타낸다.

## 생산
중수소 감소수는 실험실과 공장에서 생산할 수 있다. 전기 분해, 증류(저온 진공 정류), 해수 담수화, 거들러(Girdler) 황화물 공정 및 촉매 교환과 같은 다양한 기술이 생산에 사용된다.

## 같이 보기
- 물의 속성